# Аманда Піт
Аманда Піт (англ. Amanda Peet; нар. 11 січня 1972) — американська акторка єврейського походження. Починала кар'єру в рекламному бізнесі, паралельно знімалася на телебаченні і в незалежних, малобюджетних стрічках. Згодом почала зніматись у кіно. Стала відомою завдяки участі у стрічці «Дев'ять ярдів» (2000), в якій вона зіграла разом із Брюсом Віллісом. Далі були ролі у таких стрічках, як «Кохання за правилами... і без» (2003), «Сиріана» (2005) та «2012» (2009).

## Біографія
Народилась 11 січня 1972 у Нью-Йорку. Матір звали Пенні, працювала у соціальній сфері, батька звали Чарльз, працював у сфері корпоративного права . Наразі батьки Аманди розлучені. Вона закінчила Колумбійський університет , де відвідувала заняття, які проводила відомий театральний педагог Ута Гаґен. Саме після цих занять Піт вирішила стати акторкою .
Вперше з'явилася на телебаченні у рекламі драже Skittles. Згодом знялася як запрошена актриса у телесеріалі «Закон і порядок». Дебютувала у фільмі «Тваринна кімната» 1995 року.

## Фільмографія
| Рік       |    | Українська назва                    | Оригінальна назва                      | Роль                             |
| --------- | -- | ----------------------------------- | -------------------------------------- | -------------------------------- |
| 2020      | с  | Брудний Джон                        | Dirty John                             | Бетті Бродерік (8 епізодів)      |
| 2018      | с  | Романови                            | The Romanoffs                          | Олівія Веллс (1 епізод)          |
| 2017—2018 | с  | Брокмайр                            | Brockmire                              | Джулз Джеймс (11 епізодів)       |
| 2015—2016 | с  | Єднання                             | Togetherness                           | Тіна Морріс (16 епізодів)        |
| 2016      | кф | На що згодна більшість американців? | What Do Most Americans Agree On?       |                                  |
| 2015      | ф  | Кохання без зобов'язань             | Sleeping with Other People             | Пола                             |
| 2013      | ф  | Довірся мені                        | Trust Me                               | Марсі                            |
| 2012—2013 | с  | Гарна дружина                       | The Good Wife                          | Лора Геллінґер (7 епізодів)      |
| 2013      | ф  | Піймай шахрайку, якщо зможеш        | Identity Thief                         | Тріш Паттерсон                   |
| 2013      | ф  | Дорога, дорога додому               | The Way Way Back                       | Джоан                            |
| 2012      | с  |                                     | Bent (міні-серіал)                     | Алекс Меєрс (6 епізодів)         |
| 2010      | ф  | Мандри Гулівера                     | Gulliver's Travels                     | Дарсі Сілверман                  |
| 2010      | мф | Квантовий квест: Космічна одіссея   | Quantum Quest: A Cassini Space Odyssey | Рейнджер (голос)                 |
| 2010      | ф  | Непотрібні речі                     | Please Give                            | Мері                             |
| 2010      | с  | Як я зустрів вашу маму              | How I Met Your Mother                  | Дженкінс (1 епізод)              |
| 2009      | ф  | 2012                                | 2012                                   | Кейт Кертіс                      |
| 2009      | с  | Дні Вейні                           | Wainy Days                             | Джил (1 епізод)                  |
| 2009      | с  | Важливі речі з Деметрі Мартіном     | Important Things with Demetri Martin   | Актриса (1 епізод)               |
| 2008      | ф  | Що тебе не вбиває                   | What Doesn't Kill You                  | Стейсі Рейлі                     |
| 2008      | ф  | П'ять доларів за день               | $5 a Day                               | Меґґі                            |
| 2008      | ф  | Цілком таємно: Я хочу вірити        | The X-Files: I want to believe         | помічник спецагента Дакота Вітні |
| 2007      | ф  | Марсіанське дитя                    | Martian Child                          | Гарлі                            |
| 2007      | мф | Досягти Терри                       | Terra                                  | Марія Монтес (голос)             |
| 2006—2007 | с  | Студія 60 на Сансет-Стрип           | Studio 60 on the Sunset Strip          | Джордан Макдір (22 епізоди)      |
| 2006      | ф  | Екс-коханець                        | The Ex                                 | Софія Ковальскі                  |
| 2006      | ф  | Гріффін і Фенікс                    | Griffin & Phoenix                      | Фенікс                           |
| 2005      | ф  | Сиріана                             | Syriana                                | Джулі Вудмен                     |
| 2005      | с  | Антураж                             | Entourage                              | камео (1 епізод)                 |
| 2005      | ф  | Більше, ніж кохання                 | A Lot Like Love                        | Емілі Фріль                      |
| 2004      | ф  | Мелінда та Мелінда                  | Melinda and Melinda                    | С'юзан                           |
| 2004      | ф  | Десять ярдів                        | The Whole Ten Yards                    | Джил                             |
| 2003      | ф  | Кохання за правилами... і без       | Something's Gotta Give                 | Мерін                            |
| 2003      | ф  | Ідентифікація                       | Identity                               | Періс                            |
| 2003      | кф | Що б ми не робили                   | Whatever We Do                         | Петті                            |
| 2002      | ф  | Ігбі йде на дно                     | Igby Goes Down                         | Рейчел                           |
| 2002      | ф  | На чужій смузі                      | Changing Lanes                         | Сінтія Делано Банек              |
| 2002      | ф  | Особливо тяжкі злочини              | High Crimes                            | Джекі                            |
| 2001      | кф |                                     | Date Squad                             | Белкіс Фелчер                    |
| 1999—2001 | с  | Джек і Джил                         | Jack & Jill                            | Джек Баррет (33 епізоди)         |
| 2001      | ф  | Врятувати невдаху                   | Saving Silverman                       | Джудіт Фесбеглер                 |
| 2000      | кф |                                     | Zoe Loses It                           | Зої                              |
| 2000      | ф  | Джигануті                           | Whipped                                | Міа                              |
| 2000      | ф  | Дев'ять ярдів                       | The Whole Nine Yards                   | Джил                             |
| 2000      | ф  | Злом                                | Track Down                             | Карен                            |
| 2000      | ф  | Справжня жінка                      | Isn't She Great                        | Деббі                            |
| 1999      | с  | Партнери                            | Partners                               | Бет Гермон (1 епізод)            |
| 1999      | ф  | Оголені тіла                        | Body Shots                             | Джейн Бенністер                  |
| 1999      | ф  | Дві Ніни                            | Two Ninas                              | Ніна Гарріс                      |
| 1999      | ф  |                                     | Jump                                   | Лайза                            |
| 1999      | ф  | Смачна штучка                       | Simply Irresistible                    | Кріс                             |
| 1998      | ф  |                                     | Origin of the Species                  | Джулія                           |
| 1998      | ф  |                                     | Playing by Heart                       | Ембер                            |
| 1998      | ф  |                                     | Southie                                | Маріан Сільва                    |
| 1998      | ф  | 1999                                | 1999                                   | Ніколь                           |
| 1997      | ф  | Саксофон і скрипка                  | Sax and Violins                        |                                  |
| 1997      | тф | Еллен Фостер                        | Ellen Foster                           | Джулія Гоббс                     |
| 1997      | ф  |                                     | Touch Me                               | Бріджит                          |
| 1997      | с  | Сайнфелд                            | Seinfeld                               | Ланет (1 епізод)                 |
| 1997      | ф  |                                     | Grind                                  | Петті                            |
| 1997      | с  | Спін Сіті                           | Spin City                              | Шеллі (1 епізод)                 |
| 1996      | кф | Невинність                          | Virginity                              |                                  |
| 1996      | кф | Вінтерлюдія                         | Winterlude                             |                                  |
| 1996      | ф  | Один чудовий день                   | One Fine Day                           | Селія                            |
| 1996      | ф  | Тільки вона єдина                   | She's the One                          | Моллі                            |
| 1995—1996 | с  |                                     | Central Park West                      | Робін Ґейнер (6 епізодів)        |
| 1996      | с  |                                     | The Single Guy                         | Кеті (1 епізод)                  |
| 1995      | ф  | Тваринна кімната                    | Animal Room                            | Деббі                            |
| 1995      | с  | Закон і порядок                     | Law & Order                            | Леслі Гарлен (1 епізод)          |
| 1995      | с  | Життя одне                          | One Life to Live                       | Лейл                             |